# القمة العربية 2016 (نواكشوط)
قمة نواكشوط المسماة قمة الأمل هي مؤتمر القمة العربية السابع والعشرين الذي عقد بين 25-27 يوليو في العاصمة الموريتانية نواكشوط. سبق المؤتمر اجتماع لوزراء الخارجية العرب بتاريخ 23 يوليو، حيث ناقشوا 16 بنداً، من ضمنها القضية الفلسطينية.

## الحضور
| موريتانيا                | الرئيس محمد ولد عبد العزيز                      |
| مصر                      | رئيس الوزراء شريف إسماعيل                       |
| الكويت                   | الأمير صباح الأحمد الجابر الصباح                |
| قطر                      | الأمير تميم بن حمد آل ثاني                      |
| سوريا                    | - عضويتها مُعلقة                                 |
| السعودية                 | وزير الخارجية عادل الجبير                       |
| السودان                  | الرئيس عمر البشير                               |
| الجزائر                  | رئيس مجلس الأمة عبد القادر بن صالح              |
| تونس                     | وزير الخارجية خميس الجهيناوي                    |
| لبنان                    | رئيس الوزراء تمام سلام                          |
| الأردن                   | رئيس الوزراء هاني الملقي                        |
| المغرب                   | وزير الخارجية صلاح الدين مزوار                  |
| الإمارات العربية المتحدة | حاكم الفجيرة حمد بن محمد الشرقي                 |
| البحرين                  | نائب رئيس الوزراء محمد بن مبارك بن حمد آل خليفة |
| عمان                     | ممثل السلطان أسعد بن طارق                       |
| جيبوتي                   | الرئيس إسماعيل عمر جيلي                         |
| اليمن                    | الرئيس عبد ربه منصور هادي                       |
| فلسطين                   | وزير الخارجية رياض المالكي                      |
| الصومال                  | الرئيس حسن شيخ محمود                            |
| جزر القمر                | الرئيس غزالي عثماني                             |
| العراق                   | وزير الخارِجية إبراهيم الجعفري                   |
| ليبيا                    | رئيس حكومة الوفاق الوطني الليبية فايز السراج    |

## البيان الختامي
تلا الأمين العام للجامعة العربية أحمد أبو الغيط البيان الختامي للقمة والذي شدّد فيه على التزام الدول العربية بالتصدي للتهديدات التي تواجه الأمن القومي العربي، وتأكيد مركزية القضية الفلسطينية واعتبار عام 2017 عام إنهاء الاحتلال الإسرائيلي لأرض فلسطين، كما دعا الشعب الليبي إلى ضرورة ما أسماه استكمال بناء الدولة والتصدي للإرهاب، وجدّد البيان كذلك رفض القمّة للتدخلات الخارجية في شؤون العربية الداخلية وخاصّة التدخلات الإيرانية، كما دعم البيان حكومة الرئيس عبد ربه منصور هادي كحكومة شرعية لليمن.